# Remigia gregalis
Remigia gregalis là một loài bướm đêm trong họ Erebidae.